# Albrecht Müller (Publizist)

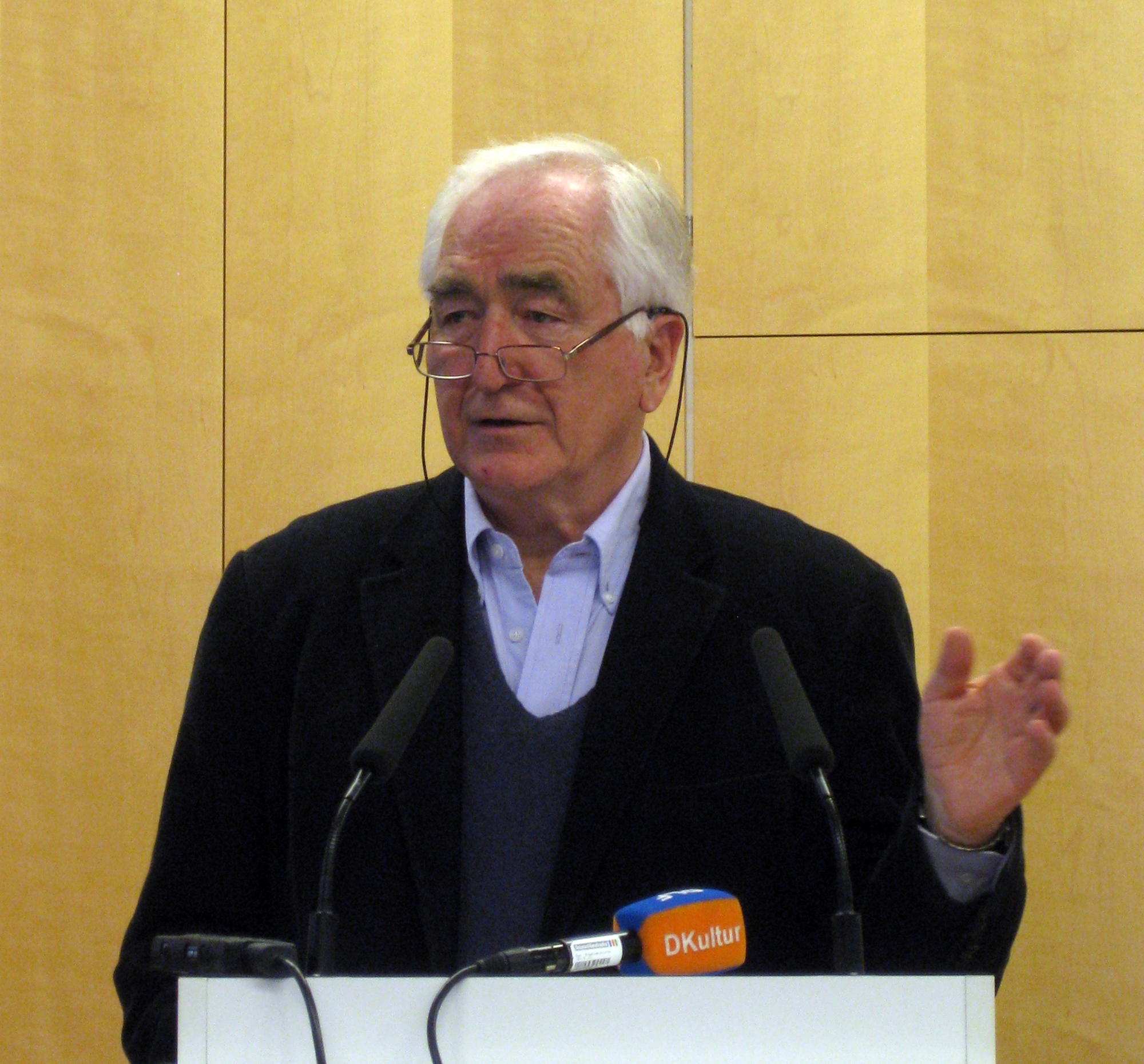
Albrecht Müller (2012)

Albrecht Müller (* 16. Mai 1938 in Heidelberg) ist ein deutscher Volkswirt, Publizist und ehemaliger Politiker (SPD). Müller war Planungschef im Bundeskanzleramt unter den Bundeskanzlern Willy Brandt und Helmut Schmidt. Von 1987 bis 1994 war er Mitglied des Deutschen Bundestages. In den 2000er Jahren verfasste er eine Kolumne für die SPD-Zeitung Vorwärts und hat seitdem mehrere Bücher veröffentlicht. Seit 2003 ist er als Autor und Herausgeber des Blogs NachDenkSeiten tätig.

## Leben
Müller wuchs in Meckesheim auf. Er ist ein Onkel des Regisseurs Franz Müller. Auf eine Lehre zum Industriekaufmann folgte das Studium der Volkswirtschaftslehre und Soziologie in Mannheim, Berlin, München und Nottingham. Nach seiner ersten Anstellung als wissenschaftlicher Mitarbeiter am Institut für Internationale Wirtschaftsbeziehungen der Universität München war er ab 1968 Redenschreiber des Bundeswirtschaftsministers Karl Schiller.
In den Jahren 1970 bis 1972 war er Leiter der Abteilung Öffentlichkeitsarbeit des SPD-Parteivorstandes. Müller managte den Wahlkampf des damaligen Bundeskanzlers Willy Brandt.  Müller arbeitete von 1973 bis 1982 als Leiter der Planungsabteilung im Bundeskanzleramt unter Willy Brandt und Helmut Schmidt.
Am 1. Oktober 1982 wurde Helmut Schmidt mit den Stimmen der Unionsparteien und einer Mehrheit der FDP-Abgeordneten vom Bundestag durch ein konstruktives Misstrauensvotum des Amtes enthoben und Helmut Kohl zu seinem Nachfolger gewählt.
Bald danach verlor Müller seine Stelle im Bundeskanzleramt. Er wurde freiberuflicher politischer und wirtschaftspolitischer Berater.
Im Jahr 1984 trat er als Kandidat bei den Oberbürgermeisterwahlen in Heidelberg an. Die SPD erhielt 40,8 Prozent der Stimmen (nach 27 % bei der Wahl zuvor); der parteilose Amtsinhaber Reinhold Zundel gewann die Wahl.
Nach der Bundestagswahl 1987 und nach der Bundestagswahl 1990 zog Müller in den Bundestag ein; er war für zwei volle Legislaturperioden Mitglied des Deutschen Bundestages.
Müller hat zahlreiche Artikel, Essays und Bücher veröffentlicht. In den 2000er Jahren hatte er die Kolumne Gegen den Strom in der SPD-Zeitung Vorwärts. Er ist seit 2003 Mitherausgeber und seit 2015 alleiniger Herausgeber der NachDenkSeiten. Müller ist weiterhin Mitglied der SPD.
Müller stand im Jahr 2013 der damaligen SPD-Politik kritisch gegenüber.
Im Herbst 2020 war er einer der Erstunterzeichner des Appells für freie Debattenräume.

## Veröffentlichungen
In seinen Büchern und Internetaktivitäten setzt Müller sich insbesondere mit dem Lobbyismus, den politischen Reformen in Deutschland, der gegenwärtigen Wirtschaftspolitik und der Meinungsbildung in der Presse auseinander. Mit solchen Formen der Gegenöffentlichkeit hofft Müller politische Diskussionen anzuregen.

### NachDenkSeiten
Müller gründete 2003 mit Wolfgang Lieb die Website NachDenkSeiten. Die kritische Website, eines der meistgelesenen politischen Blogs in Deutschland. Anfangs wurde es als wichtiger Bestandteil einer Gegenöffentlichkeit gelobt, sieht sich in den letzten Jahren jedoch vermehrt dem Vorwurf ausgesetzt, Verschwörungstheorien zu verbreiten.

### Von der Parteiendemokratie zur Mediendemokratie(1999)
Im Auftrag der Landesanstalt für Rundfunk Nordrhein-Westfalen verfasste Müller anlässlich der Bundestagswahl 1998 eine Analyse zur Rolle der Medien, besonders des Fernsehens, im Wahlkampf. Der Schwerpunkt der Analyse liegt in Vergleichen zu früheren Wahlkämpfen und Beobachtungen aus Müllers Tätigkeit als Wahlkampfmanager. Sie erfolgt unter der Maßgabe, dass die Auswirkung des Medieneinflusses auf die Qualität demokratischer Entscheidungen einzuschätzen sei. Kernergebnis der Expertise ist, dass die politische Willensbildung in einem zunehmenden Maße von den Medien dominiert werde, sodass die im Grundgesetz verankerte Mitwirkung der politischen Parteien in den Hintergrund trete. Müller wirft die Frage auf, ob die Medien ihrer gewachsenen Verantwortung gerecht werden.

#### Inhalt
Die Resultate der in der Untersuchung angewandten Kriterien für die Qualität der Veränderungen in der politischen Willensbildung ergeben ein Gesamtbild: Die mediale Kommunikation verdränge aufgrund der steigenden Dauer der Fernsehnutzung die personale Kommunikation bei abnehmendem Anteil als „schwierig“ bezeichneter Sendungen wie Dokumentationen und Bildungssendungen. Die Ausweitung der Anzahl an Fernsehsendern seit den 1980er-Jahren habe eine Fragmentierung der Öffentlichkeit zur Folge, eine Erhöhung der Quote nicht politischer Sendungen, eine Verringerung der alle Menschen zugleich erreichenden Diskussionsanstöße, über die wiederum eine personale Kommunikation erfolgen könnte. Im Gegensatz zur landläufigen Meinung sei außerdem der Bildungsstand abgesunken, die Neigung zu Stereotypen und Vorurteilen auch bei als intellektuell angesehenen Medienkonsumenten weit verbreitet. Der Nährboden für Manipulation sei bereichert worden, die Vergesslichkeit der Wähler gestiegen.
Die Mitwirkung der Parteien an der allgemeinen Willensbildung sei seit dem Höhepunkt der Wahlbeteiligung 1972 kontinuierlich gesunken, ebenso die politische Relevanz von Parteitagen. Letztere dienten zunehmend mehr der Demonstration eines bestimmten Images („Geschlossenheit“, „Modernität“) in den Medien als der parteiinternen Kommunikation. Relativierungen von Parteitagsbeschlüssen als Folge negativer Medienreaktionen seien häufiger geworden, Themensetzungen der Medien allgemein angestiegen. Das Denken in abschließend bewertenden Schlagworten wie „Informationszeitalter“ und „Ende der Arbeit“ bewertet Müller als Unsitte. Hinzu komme die künstliche Herstellung einer Dichotomie zwischen Bürgern und Politikern, die die Politikverdrossenheit fördere. Die Beitragslänge in Nachrichtensendungen habe spürbar abgenommen, ebenso der O-Ton-Anteil von Politikerreden.
Die Reflexion der Rolle der Medien in den Medien selbst sei mangelhaft. Verglichen etwa mit 1972 sei eine Amerikanisierung des Wahlkampfs festzustellen, eine zunehmende Personalisierung, Inszenierung, Emotionalisierung, Ereignisplanung und auch ein zunehmendes Spindoktoring. Diese Debatten würden von wesentlichen Veränderungen – denen zu mehr Einseitigkeit als Pluralität – ablenken. 

### Die Reformlüge(2004)
Das Buch Die Reformlüge erschien 2004 im Droemer Knaur Verlag. Es belegte Platz 8 auf der Spiegel-Bestsellerliste im Oktober 2004. Im Manager Magazin führte das Buch im März 2005 die Wirtschaftsbestsellerliste an. Auf dem Ranking des Sterns erreichte es Platz 11.

#### Inhalt
In diesem Buch kritisiert Müller die Wirtschafts- und Sozialpolitik der damaligen rot-grünen Bundesregierung. Die Reformen des Sozialstaats führten zum Abbau der sozialen Sicherungssysteme und taugten nicht zur Lösung der ökonomischen und politischen Probleme wie der wirtschaftlichen Stagnation, der Nachfrageschwäche und der Arbeitslosigkeit. Gegliedert in „40 Denkfehler, Mythen und Legenden“ wirft er Politikern, Ökonomen und Journalisten Fehler vor. Dabei kritisiert er die betriebene Öffentlichkeitsarbeit: Insbesondere mittels dramatisierender Veröffentlichungen über die Globalisierung der Märkte und die Überalterung der Gesellschaft diskreditierten Verbandsfunktionäre, Wissenschaftler, Politiker und Journalisten die sozialen Sicherungssysteme, den Kündigungsschutz, hohe Löhne und kurze Arbeitszeiten. Demgegenüber ist Müller für eine expansive Wachstumspolitik. Daher stellt er die These auf, dass die Angebotstheorie einen anhaltenden Einfluss auf Medien und Politik in Deutschland habe und so „Politik und Wirtschaft Deutschland ruinieren“.

#### Rezensionen
Sachverständigenratsmitglied Peter Bofinger äußerte 2004, das Buch habe ihm sehr gut gefallen. In sachlicher und systematischer Form würden dort viele der Vorurteile widerlegt, die jeden Sonntagabend im Fernsehen bei Sabine Christiansen die Runde machten. Albrecht Müller sei das Kunststück gelungen, ein ausgesprochen spannendes Buch über grundlegende wirtschaftliche Zahlen und Fakten zu schreiben.
Peter Thelen im Handelsblatt fand, das Buch prangere zu Recht die typisch deutsche Reformhysterie an. Wolfgang Dick von der Deutschen Welle schätzte das Buch als „eines der besten der letzten Jahre“ ein. Ulrich Kurzer schrieb in Der Freitag, Müller stelle Argumente gegen Phrasen; dies sei die Stärke des Buchs.
Im Deutschlandradio blieb Ernst Rommeney skeptisch gegenüber Müllers These, dass selbst ein verschuldetes Gemeinwesen noch konjunkturpolitisch handlungsfähig sei. Andererseits lobte er die Kritik an den gängigen wirtschaftspolitischen Argumenten und Müllers Warnruf, die psychologische Seite wirtschaftlichen Handelns zu beachten.
Der Volkswirt Hanno Beck schrieb 2004, Müllers Argumente seien enttäuschend, und kritisierte dessen „Vulgärkeynesianismus“. Arnulf Baring bezeichnete Müllers Lösungsansatz als veraltet und wirklichkeitsfremd. Konrad Adam schrieb in Die Welt, Müllers Buch beweise nichts und widerlege nichts. Es habe eine einzige Botschaft: Macht es wie ich vor vielen Jahren, dann geht’s euch wieder besser! Dies repetiere er exzessiv, als ließe sich durch Wiederholung wettmachen, was an Substanz fehle. Corinna Nohn (SZ) kritisierte, er spiele mit seiner Glaubwürdigkeit, denn er reiße Zahlen aus dem Zusammenhang und interpretiere sie so, dass sie seine Thesen unterstützen. Ein Kniff, den er selbst an seinen Gegnern kritisiere. Dem Soziologen und Journalisten Mathias Greffrath zufolge ist das Buch nicht frei von polemischen Ausfällen, doch analytisch, empirisch und historisch gut belegt. Er lobt Müllers Buch als „ökonomische Alphabetisierungsbemühung“.

### Machtwahn(2006)

#### Inhalt
In Machtwahn – Wie eine mittelmäßige Führungselite uns zugrunde richtet kritisiert Müller Führungskräfte aus Politik und Publizistik, aus Wissenschaft und Wirtschaft, die Deutschland durch sogenannte Reformen ohne Rücksicht auf deren soziale Folgen zugrunde richten würden. Er interpretiert die Politik der letzten Jahrzehnte als systematische Konkursverschleppung und erläutert die dahinter stehende Ideologie und deren Umsetzung.
Bezüglich der Medien beschreibt der Autor die Ökonomisierung des gesellschaftspolitischen Diskurses, die die mediale Öffentlichkeit bestimme. Medien bezögen Informationen aus einem Netzwerk von unternehmensfinanzierten Wissenschafts- und Beratungseinrichtungen, die sich jedoch in der Öffentlichkeit als neutral und unabhängig darstellen. Insbesondere die Bertelsmann- und die Bosch-Stiftung seien die zentralen politischen Konzeptionalisierungs- und Beratungsagenturen. Dadurch hätten sich Sprachregelungen durchsetzen und die bisherige und zukünftige Wirtschafts- und Sozialpolitik als alternativlos dargestellt werden können. Müller nannte die Verflechtung zwischen den neoliberalen Denkfabriken und den Medien „Ideologieplatzierung“.

#### Rezensionen
Der SPD-Politiker Erhard Eppler (1968 bis 1974 Bundesminister für wirtschaftliche Zusammenarbeit) schrieb hierzu in der Süddeutschen Zeitung, Müller habe keine Lösungen und wolle eine Politik, die bereits in den 1970er Jahren gescheitert sei. Er spiele dadurch denen in die Hände, für die Demokratie nie etwas anderes gewesen sei als eine „Verschwörung der Dummen mit den Korrupten“.
Matthias Kamann stellte im April 2006 im Deutschlandradio Kultur fest, Müller übertreibe, habe oft keine Belege und seine „Elitenschelte“ sei in Teilen eine „Verschwörungstheorie“. Er begrüßt allerdings das Engagement Müllers für „freies Denken“ und gegen den einheitlichen „Reform-Jargon“. Die von Müller behauptete „Tendenz zur inzestuösen Meinungsbildung in jenen Informationseliten, die seit gut fünf Jahren eine Radikalkur für unsere Wirtschaft und Sozialsysteme fordern“, gebe es tatsächlich. Als „die zentrale Schwäche“ des Buches benannte Kamann: „Dass [Müller] es nicht dabei belässt, die intellektuellen Defizite und Verfilzungen im Reform-Lager zu analysieren, sondern zugleich behauptet, es selbst viel besser zu wissen. Dadurch verfällt er in genau jene Borniertheit, die er seinen Gegnern vorwirft.“
Das Buch sei aber nicht nur Furor, es habe auch rührende, tröstende Stellen, so Nils Minkmar in der FAZ. Etwa wo aufgezählt werde, wie der Kapitalismus den Menschen krank mache, Schlaflosigkeit und Übergewicht verursache sowie das nächtliche Zähnemalmen und die „posttraumatische Verbitterungsstörung!“.
Achim Truger sieht in der Frankfurter Rundschau die Stärke von Müllers Buch Machtwahn darin, dass es „eine anregende Anleitung zum kritischen Denken und ein eindringlicher Aufruf [sei], den politischen, wirtschaftlichen, wissenschaftlichen und journalistischen Eliten auf die Finger zu schauen. Albrecht Müller hat damit das Kunststück vollbracht, in weniger als zwei Jahren gleich zwei zentrale Reformbücher zu schreiben.“
Hans-Joachim Selenz schrieb in seiner Besprechung zum selben Buch: „Man kann nur zustimmen, wenn Müller behauptet ‚In keinem Land ist der makroökonomische Sachverstand so gering wie bei uns‘. […] Gefahren für die Demokratie erwachsen für den Autor daraus, dass Teile der Gesellschaft die Rolle ‚wirtschaftspolitischer Versuchskaninchen’ spielen müssen. […] Darin sieht Müller im Kern keine liberale, sondern eine feudale Bewegung‘. Müller geißelt Meinungsmanipulation durch die Macht über die Medien. Behauptet, Korruption setze bei den Eliten an, nicht beim Volk ‚denn es wäre viel zu teuer und würde sich nicht lohnen, wollte man das ganze Volk korrumpieren‘.“
Christian Humborg von Transparency International Deutschland kritisierte eine höchst undifferenzierte Elitenschelte und fehlende neue konkrete Beispiele bei Interessenverflechtungen, dem Autor sei aber in seinen Schlussfolgerungen zuzustimmen.

### Meinungsmache(2009)
In Meinungsmache: Wie Wirtschaft, Politik und Medien uns das Denken abgewöhnen wollen vertritt Albrecht Müller die These, dass die öffentliche Meinung mit systematisch inszenierten Kampagnen beeinflusst werde. Die Medien verbreiteten Propaganda, dies sei aber ein grundlegendes Problem des politischen Systems, denn die Kombination aus Lobbyismus und systematischer Meinungsmache gefährde die Demokratie.
Das Buch erreichte in der ersten Woche nach Erscheinen Platz 17 der Spiegel-Bestsellerliste.

#### Inhalt
Unter den vielen Fallbeispielen des Buches analysiert Müller am intensivsten die politische und mediale Bewältigung der Finanzkrise. Die Übernahme der Regierungsmeinung, alle Banken seien systemisch notwendig und daher zu stützen, sei von den Medien unkritisch übernommen und verbreitet worden. Die Regierung habe die Strategie verfolgt, den USA die Alleinverantwortung zuzuweisen und sich überrascht zu zeigen. Die Wahrheit wurde verheimlicht, weil es ein gemeinsames Interesse der Finanzwirtschaft und der für die Deregulierung der Finanzmärkte verantwortlichen Politiker gab, das Problem auf Kosten der Allgemeinheit zu lösen.
Eine totale Manipulation bestehe auch bei dem Themenkomplex Demographie und Rente, um die Unternehmen durch privatisierte Vorsorge zu entlasten und somit ihre Gewinne zu erhöhen, sowie bei Bildungsthemen wie der Hochschulreform.
Die Konzentration der Medien und die Abhängigkeit der Journalisten, die selbst Opfer der Medienkonzentration und ihrer Kommerzialisierung sind, führe zur Schrumpfung des kritischen Potentials der Medien. Damit drohe ein Pfeiler der Demokratie, die Fünfte Gewalt, zu fallen. Die Meinungshoheit liege bei finanzstarken Interessenverbänden wie der Bertelsmann Stiftung, die alle gesellschaftlichen Bereiche am Leistungsprinzip und der Profitmaximierung ausrichten wollten.

#### Rezensionen
Thilo Castner urteilte in der Zeitschrift Das Parlament, das faktenreiche Buch biete die Chance, sich den Fängen der Meinungsmacher zu entziehen.
Klaus Koch in der Volksstimme war der Ansicht, dass es ein Verdienst des Buches sei, umfangreich Zusammenhänge hinter vielen politischen Entscheidungen für weniger Staat und mehr Privatwirtschaft darzustellen.
Der Volkswirt und Journalist Philip Plickert kritisierte in der FAZ, was Müller als Abrechnung mit Politik und Medien anpreise, sei eine Mischung aus Realitätsverleugnung und Selbstgerechtigkeit. Auf vielen Seiten würden abgestandene linke Klischees wiedergekäut, als Folie für goldene Jahre dienten ihm die Siebziger. „Der ideologische Geisterfahrer wundert sich über den Gegenverkehr und schimpft: alles Geisterfahrer!“, so Plickerts Resümee.

### Brandt aktuell. Treibjagd auf einen Hoffnungsträger(2013)
Anlässlich des 100. Geburtstages von Willy Brandt am 18. Dezember 2013 erinnerte Müller in dem im Dezember 2013 erschienenen Buch Brandt aktuell: Treibjagd auf einen Hoffnungsträger an den 1992 verstorbenen Sozialdemokraten und Kanzler der Bundesrepublik von 1969 bis 1974. Darin beschreibt Müller, wie auf Brandt eine Treibjagd veranstaltet wurde, an der die CDU/CSU-Opposition mitwirkte, ebenso wie die Medienkonzerne Springer und Bauer, Teile der deutschen Wirtschaft und sehr vermögende Leute. Sie starteten seinerzeit mit einem Millionenaufwand anonyme Anzeigekampagnen gegen Brandt und seine Politik. Hinzu kamen innerparteiliche Intrigen. Müller geht davon aus, dass das Amtsende Brandts bereits nach der Wahl 1972 vorbereitet wurde, auch vom späteren Kanzler Helmut Schmidt. Müller legt dazu zahlreiche Berichte, Originaldokumenten und Abbildungen alter Zeitungsanzeigen vor. Müller verfolgte als junger Mann Brandts Aufstieg zum Kanzler, bereits als Redenschreiber des Bundeswirtschaftsministers Karl Schiller kam er ihm nahe und wurde als Wahlkampfmanager sein Mitarbeiter. Als Leiter der Planungsabteilung im Bundeskanzleramt diente Müller Brandt bis zu dessen Rücktritt.
Die negative Brandt-Legende, wie etwa, Brandt sei nur ein Außenkanzler gewesen und habe nur Sinn für die Ostpolitik gehabt, die Wirtschaft habe ihn nicht interessiert, bestreitet Müller mit Daten und Fakten. Zur negativen Brandt-Legende gehört auch, er sei ein Zauderer gewesen, ein Grübler mit Hang zu Depressionen. Als Mitarbeiter und Weggefährte Brandts bescheinigt ihm Müller, ein großer Wahlkämpfer und grandioser Menschenfischer gewesen zu sein, keineswegs depressiv, sondern hochintelligent, umsichtig und fantasievoll. So endete der offensive Wahlkampf 1972 mit dem bislang besten Ergebnis der SPD: 45,8 % der Zweitstimmen. Brandt habe – anders als die meisten Politiker – die Gabe besessen, langfristig strategisch zu denken.
Müller vertritt die Auffassung, die innenpolitischen und ökonomischen Erfolge Brandts würden unterschlagen. Unter anderem habe er dafür gesorgt, dass der protestierenden Jugend durch das Amnestiegesetz für Demonstrationsdelikte von 1969 eine Möglichkeit gegeben worden sei, sich in die Gesellschaft zu integrieren.
Müller beschreibt auch die Verdienste Brandts in der Innenpolitik zur Verbesserung der Lage der arbeitenden Bevölkerung. Das neue Betriebsverfassungsrecht, die flexible Altersgrenze, Anhebung der Kleinrenten, Öffnung der Rentenversicherung für Selbständige und Hausfrauen, Dynamisierung der Kriegsopferrenten, Erhöhung des Kindergeldes, das Bundesausbildungsförderungsgesetz (BAföG), Kampf gegen Bodenspekulation, Verbesserung der Lohnquote der abhängig Arbeitenden, Entwicklung des Umweltschutzes und so weiter.
Brandt habe auch mit dem Umweltschutz begonnen: „Der Himmel über der Ruhr muss wieder blau werden“ sei eine Idee gewesen, die Brandt seit 1961 verfolgt habe. In seiner Zeit als Parteivorsitzender gab es 1971 unter Erhard Eppler eine Reformkommission der SPD, die dafür plädierte, eine Steuer auf umweltschädliche Produkte einzuführen, also eine Öko-Steuer. Damals nach Müller ein unglaublich innovativer Vorschlag. Das alles wurde und wird – so Müller – von den Leitmedien ignoriert und von den Historikern weitgehend verschwiegen.

#### Rezensionen
Der Schriftsteller Wolfgang Bittner urteilte in der Zweiwochenschrift Ossietzky, das Buch habe aus den Publikationen anlässlich des Geburtstagsjubiläums wohltuend hervorgestochen.
Patric Seibel schrieb in seiner Buchbesprechung für den NDR, das Buch lese sich hochspannend und liefere „wichtige Korrekturen vieler eingeschliffener Urteile und ist damit ein unverzichtbarer Beitrag zur Geschichtsschreibung über Willy Brandt.“
Die Journalistin Franziska Augstein fand in ihrer Rezension in der Süddeutschen Zeitung auch den Seitenhieb auf Historiker gerechtfertigt, die sich mit dem „Wiederkäuen des Medienechos von damals“ begnügten. Augstein lernte von Müller – und Brandt –, dass weder der paternalistische Obrigkeitsstaat noch eine Politik, die allein die „Oberschicht“ bedient, einer Gesellschaft zuträglich ist.
Norbert Seitz befand hingegen im Deutschlandfunk, Müller habe sich nicht an die Warnung vor der „Versuchung geistiger Anspruchslosigkeit“ und „Mangel an Humor“ in Brandts Abschiedsrede gehalten, sondern vielmehr in geschichtsrevisionistischer Weise versucht, das Erbe des „wahren Willy“ für sich zu beanspruchen und dabei weniger parteipolitische Gegner als damalige Spitzengenossen wie Karl Schiller, Helmut Schmidt oder Herbert Wehner attackiert.

### Glaube wenig, hinterfrage alles, denke selbst (2019)
Müller untersucht in diesem Werk die Techniken der Manipulation und Propaganda, die seiner Auffassung nach die politische Öffentlichkeit kennzeichnen, vor allem den Kampagnenjournalismus. Nahezu keine große politische Entscheidung der letzten Jahrzehnte sei sachlich zustande gekommen, die meisten seien von Interessen geleitet gewesen und im Wesentlichen durch Meinungsmache eingeleitet und durchgesetzt worden.
Thomas Gesterkamp schrieb im Neuen Deutschland, dass Müllers Buch vor „Pauschalurteilen [strotze]“. Schon das Vorwort durchzögen „Gedankengebäude, die man eher im Umfeld der AfD vermuten würde - auch wenn Begriffe wie ‚Lügenpresse‘ nicht explizit auftauchen“. An diesem Buch „wirkt so unangenehm“, dass Müller einfach alles besser wisse: „Er ist stets der Schlauberger, der die ‚Versuche gezielter Beeinflussung unseres Denkens‘ durchschaut – während sich fast alle anderen Nutzer von Zeitungen, Radio, Fernsehen oder digitalen Netzwerken manipulieren lassen.“ Allzu sehr würden „manche der verwendeten Argumentationsmuster ihren Pendants von rechts“ ähneln: „Plumpe Angriffe auf die ‚Systemmedien‘, garniert mit verschwörungstheoretischen Konstrukten“. Zwar gebe es „sicher zahlreiche Belege“ für Müllers Beobachtung einer wirtschaftsfreundlicheren Berichterstattung, die taz habe sich zu einer linksliberalen Tageszeitung gewandelt, deren „dezidiert antirussische Haltung im Ukraine-Konflikt“ man nicht teilen müsse, und auch Müllers Hinweis auf die Verbindungen führender Journalisten zu Atlantik-Brücke und Bilderberg-Konferenz sei berechtigt. Hinter der „manchmal gleichförmig wirkenden Berichterstattung“ sah Gesterkamp jedoch „bestimmt kein Komplott böser Mächte“. Nostalgie und Schönfärberei präge hingegen eher die aus der Zeit Müllers als Mitarbeiter von Willy Brandt und Helmut Schmidt „erzählten Geschichten“. Der Rezensent vermisste bei der Beschreibung von Müllers Zeit unter Schmidt unter anderem eine Kritik an Berufsverboten, am Ausbau der Atomkraft sowie an der Nachrüstung und konstatierte, „die Entfremdung vieler linken Wähler von der Sozialdemokratie [habe] keineswegs mit Hartz IV begonnen“.
Im September 2019 erklärte die Süddeutsche Zeitung (SZ) im Streiflicht den Namen NachDenkSeiten damit, dass Müller „seit Beginn der Regierung Kohl […] darüber nach[denkt], warum niemand auf ihn hört, und er kann es sich und seinen Followern einfach nicht erklären“.

### Die Revolution ist fällig, Aber sie ist verboten (2020)
Müller beschreibt in diesem Werk die vor etwa 40 Jahren begonnene schleichende Veränderung in Wirtschaft, Politik und in der Gesellschaft. Seiner Meinung nach hat die neoliberale Ideologie bleibende Schäden angerichtet, Strukturen verändert und Bewährtes zerstört. Wir lebten heute in einer völlig anderen Welt, einer schlechteren, so der Autor. Müller sieht die Notwendigkeit einer radikalen Umkehr, er nennt dies Revolution. Allerdings glaubt er nicht an diese Veränderungen, denn revolutionäre Veränderungen seien weder vorgesehen noch erlaubt. Das Buch versteht er als Weckruf, die Zerstörungen und seiner Ansicht nach gängige Lügen der Politik zu erkennen und zu durchschauen, um Schlimmeres zu verhindern.

## Privates
Müller war mit der Lehrerin Anke Bering-Müller (1943–2014) verheiratet und wohnt in Pleisweiler-Oberhofen.

## Schriften
- Willy wählen ’72 – Siege kann man machen. Plöger Medien, Annweiler / Essen 1997, ISBN 3-89708-100-8.
- mit Hannes Müller: Mut zur Wende! Plädoyer für eine neue Bürgerbewegung (= Aufbau Taschenbuch. Band 8517). Aufbau Taschenbuch Verlag, Berlin 1997, ISBN 3-7466-8517-6.
- Von der Parteiendemokratie zur Mediendemokratie. Beobachtungen zum Bundestagswahlkampf 1998 im Spiegel früherer Erfahrungen. Leske und Budrich, Leverkusen 1999, ISBN 3-8100-2283-7.
- Die Reformlüge. Droemer Knaur Verlag, München 2004, ISBN 3-426-27344-6.
- Machtwahn – Wie eine mittelmäßige Führungselite uns zugrunde richtet. Droemer Knaur, München 2006, ISBN 3-426-27386-1.
- Wolfgang Lieb, Albrecht Müller: Das kritische Jahrbuch 2007 – Nachdenken über Deutschland. Verlag Helmut Schmidt Medien, Kirchsahr 2008, ISBN 978-3-00-023733-1.
- Wolfgang Lieb, Albrecht Müller: Das kritische Jahrbuch 2008/2009 – Nachdenken über Deutschland. Verlag Helmut Schmidt Medien, Kirchsahr 2008, ISBN 978-3-00-026393-4.
- Albrecht Müller: Meinungsmache: Wie Wirtschaft, Politik und Medien uns das Denken abgewöhnen wollen. Verlag Droemer Knaur, München 2009, ISBN 978-3-426-27458-3.
- Wolfgang Lieb, Albrecht Müller: Das kritische Jahrbuch 2009/2010 – Nachdenken über Deutschland. Verlag Helmut Schmidt Medien, Kirchsahr 2009, ISBN 978-3-00-029424-2.
- Wolfgang Lieb, Albrecht Müller: Das kritische Jahrbuch 2010/2011 – Nachdenken über Deutschland. Westend, Frankfurt am Main 2010, ISBN 978-3-938060-56-8.
- Wolfgang Lieb, Albrecht Müller: Das kritische Jahrbuch 2011/2012 – Nachdenken über Deutschland. Westend, Frankfurt am Main 2011, ISBN 978-3-938060-62-9.
- Albrecht Müller: Der falsche Präsident: Was Pfarrer Gauck noch lernen muss, damit wir glücklich mit ihm werden. Westend, Frankfurt am Main 2012, ISBN 978-3-86489-028-4.
- Wolfgang Lieb, Albrecht Müller: Das kritische Jahrbuch 2012/2013 – Nachdenken über Deutschland. Westend, Frankfurt am Main 2012, ISBN 978-3-86489-030-7.
- Wolfgang Lieb, Albrecht Müller: Das kritische Jahrbuch 2013/2014 – Nachdenken über Deutschland. Westend, Frankfurt am Main 2013, ISBN 978-3-86489-046-8.
- Albrecht Müller: Brandt aktuell. Treibjagd auf einen Hoffnungsträger. Westend, Frankfurt am Main 2013, ISBN 978-3-86489-064-2.
- Wolfgang Lieb, Albrecht Müller: Das kritische Jahrbuch 2014/2015 – Nachdenken über Deutschland. Westend, Frankfurt am Main 2014, ISBN 978-3-86489-075-8.
- Wolfgang Lieb, Albrecht Müller: Das kritische Jahrbuch 2015/2016 – Nachdenken über Deutschland. Westend, Frankfurt am Main 2015, ISBN 978-3-86489-105-2.
- Jens Berger, Albrecht Müller: Das kritische Jahrbuch 2016/2017 – Nachdenken über Deutschland. Westend, Frankfurt am Main 2016, ISBN 978-3-86489-154-0.
- Jens Berger, Albrecht Müller: Das kritische Jahrbuch 2017/2018 – Nachdenken über Deutschland. Westend, Frankfurt am Main 2017, ISBN 978-3-86489-192-2.
- Albrecht Müller: Glaube wenig, hinterfrage alles, denke selbst. Wie man Manipulationen durchschaut. Westend, Frankfurt am Main 2019, ISBN 978-3-86489-218-9. (überarbeitete und erweiterte Neuauflage 2022).
- Albrecht Müller: Die Revolution ist fällig. Aber sie ist verboten. Westend. Frankfurt am Main 2020, ISBN 978-3-86489-307-0.